# Казахстанско-шведские отношения
Казахстанско-шведские отношения — двусторонние дипломатические отношения между Республикой Казахстан и Королевством Швеция. Были установлены 7 апреля 1992 года.

## История
25-26 октября 2004 года состоялся официальный визит президента Казахстана Нурсултана Назарбаева в Королевство Швеция. Во время визита он провёл встречи с королём Швеции Карлом XVI Густавом, премьер-министром Швеции Хансом Йёраном Перссоном, спикером риксдага Бьерном фон Зидовом, представителями казахской диаспоры, деловых кругов. Назарбаев также посетил компанию Ericsson и информационно-технологический парк «Чиста» и принял участие в бизнес-форуме «Казахстан — Швеция: инвестиционные возможности».
В феврале 2006 года первый вице-премьер-министр Швеции Боссе Рингхолм посетил Казахстан во главе делегации представителей бизнеса.
Министр иностранных дел Швеции Карл Бильдт возглавил шведскую делегацию на саммите ОБСЕ в Астане, который состоялся в декабре 2010 года.
В 2010 году было открыто посольство Швеции в Казахстане, в 2013 году начало работать посольство Казахстана в Швеции.
В марте 2013 года Министр иностранных дел Казахстана Ерлан Идрисов посетил Стокгольм. В ходе встречи министры иностранных дел Казахстана и Швеции обсудили вопросы двустороннего сотрудничества в политической и торгово-экономической областях, взаимодействие на международной арене по актуальным международным проблемам.
В июне 2014 года состоялся рабочий визит делегации казахстанских парламентариев в Швецию во главе с заместителем председателя Мажилиса Парламента Даригой Назарбаевой. В риксдаге были проведены переговоры Дариги Назарбаевой и вице-спикера парламента Швеции Яна Эртсборна. В ходе визита казахстанские парламентарии провели встречи с представителями Министерства здравоохранения и социального обеспечения, Министерством иностранных дел, а также с представителями Министерства образования и исследований.
В марте 2015 года в рамках Боаоского форума состоялись переговоры между Премьер-министром Казахстана Каримом Масимовым и Премьер-министром Швеции Стефаном Лёвеном, а в рамках Ассамблеи межпарламентского союза в Ханое переговоры спикера Мажилиса Парламента Казахстана Кабибуллы Жакупова и спикера риксдага Урбаном Алином.

## Экономическое и торговое сотрудничество
В октябре 2014 года был запущен Казахстанско-Шведский деловой совет.
Основными статьями импорта Швеции в Казахстан являются: техника и оборудование, транспортные средства, телекоммуникационное оборудование, изделия из бумаги и картона, древесина и изделия из нее, железные и стальные конструкции. Среди основных статей казахстанского экспорта в Швецию преобладает продукция промежуточной переработки, пищевые продукты, сырье, а также продукция химической промышленности.
В Казахстане, посол Швеции Христиан Камилл, активно посещает различные организации образования и встречается с акимами регионов. 6 июня 2016 года посол прибыл с рабочим визитом в Петропавловск, где совместно с главой шведского торгового и инвестиционного совета Business Sweden Игорем Власюком провел переговоры с акимом Северо-Казахстанской области Ериком Султановым. Итогами переговоров стала организация деловых встреч бизнесменов и предпринимателей Швеции и Казахстана осенью 2016 года.

## Культурное сотрудничество
В 2011 году в Вестеросе при поддержке Посольства Казахстана в Швеции, Всемирной ассоциации казахов, Казахской культурной ассоциации в Швеции и Федерации казахской диаспоры в Европе, состоялся малый Курултай казахов Европы.
В рамках месяца шведской культуры для школьников Караганды и Темиртау был организован проект «Швеция рядом», где участники смогли познакомиться с традициями, культурой, историей и национальной кухней Швеции. По завершении проекта его участники встретились с Послом Швеции в Казахстане.

## Послы Казахстана в Швеции
1. Дастан Елеукенов (12 сентября 2013 — 18 марта 2019)
2. Кайрат Абдрахманов (март 2019 — 5 декабря 2020)
3. Сергей Нуртаев (февраль 2021 — 6 сентября 2024)[11]
4. Олжас Мухамедгалымович Сулейменов (с 6 сентября 2024)

## Послы Швеции в Казахстане
1. Эрьян Бернер (1993—1994), по совместительству, посол Швеции в России
2. Свен Хирдман (1994—2004), по совместительству, посол Швеции в России
3. Ханс Олссон (2004—2013), базировался в Стокгольме
4. Манне Венгборг (2013—2014), в 2010—2013 годах — временный поверенный в делах
5. Кристиан Камилл (2014—2017)
6. Матс Фойер (2017—2022)
7. Эва Пулано (2022 — н. в.)[12]